# Ningthoukhong
Ningthoukhong là một thị xã và là một nagar panchayat của quận Bishnupur thuộc bang Manipur, Ấn Độ.

## Nhân khẩu
Theo điều tra dân số năm 2001 của Ấn Độ, Ningthoukhong có dân số 10.446 người. Phái nam chiếm 50% tổng số dân và phái nữ chiếm 50%. Ningthoukhong có tỷ lệ 67% biết đọc biết viết, cao hơn tỷ lệ trung bình toàn quốc là 59,5%: tỷ lệ cho phái nam là 75%, và tỷ lệ cho phái nữ là 58%. Tại Ningthoukhong, 14% dân số nhỏ hơn 6 tuổi.